# ヤン・ペーテルス (画家)
ヤン・ペーテルス（Jan Peeters I、Johannes Peetersとも、1624年4月24日生まれ、1677年か1878年6月12日に没）は、フランドルの画家である。海洋画や風景画を描いた。多くのペーテルスの作品は同時代の版画家によって版画にされ出版された。同名の画家の息子（Jan Frans Peeters: 1655-?）と区別するためにヤン・ペーテルス1世、または「年長のヤン・ペーテルス」とも呼ばれる。

## 略歴
アントウェルペンで生まれた。父親は1607年から1608年にアントウェルペンの聖ルカ組合に登録されていた画家のコルネリス・ペーテルス（Cornelis Peeters)で 、父親から絵を学んだ。兄にヒリス・ペーテルス（1612–1653）とボナヴェントゥーラ・ペーテルス（1614-1652）、姉のカタリーナ・ペーテルス(Catharina Peeters: 1615–1676)も画家になった。長兄のヒリス・ペーテルスはブラジに航海したことのある画家で、次兄のボナヴェントゥーラ・ペーテルスも海洋画を得意にした画家である。
兄たちや、Joannes Bootsという画家から絵を学び、1645年にアントウェルペンの聖ルカ組合に親方として登録された。1645年から1654年の間、アントウェルペンの隣町ホボーケン(Hoboken)の兄にボナヴェントゥーラ・ペーテルスのスタジオで働いた。1654年に結婚した後、アントウェルペンに戻った。1659年に数ヶ月間、オランダ共和国の諸都市を旅したとされ、そこで描いた作品は後にGaspar Bouttatsという版画家によって版画にされ出版された。さらに遠い場所を描いた絵が作品が数多くあるため、フランスやイタリア、リビア、カイロ、エルサレムを旅した可能性もあるが、これらの作品は兄のヒリス・ペーテルスの息子で船乗りでもあったボナヴェントゥーラ・ペーテルス2世（Bonaventuur Peeters II: 1648-1702）や、他の芸術家の絵をもとに描いた可能性もある。兄たちと同じように海洋画を描き、海や空の描写にすぐれていたとされている。
ヤン・ペーテルスの作品は、Wenceslas Hollarや Kaspar Merian、Gaspar Bouttats、Lucas Vorsterman IIといった同時代の版画家によって版画にされ出版された。
肖像画家として知られるアドリアン・ファン・ブルーメン（Adriaen van Bloemen: 1639–c.1697）はヤン・ペーテルスの弟子としてアントウェルペンの聖ルカ組合に登録されている。

## 作品

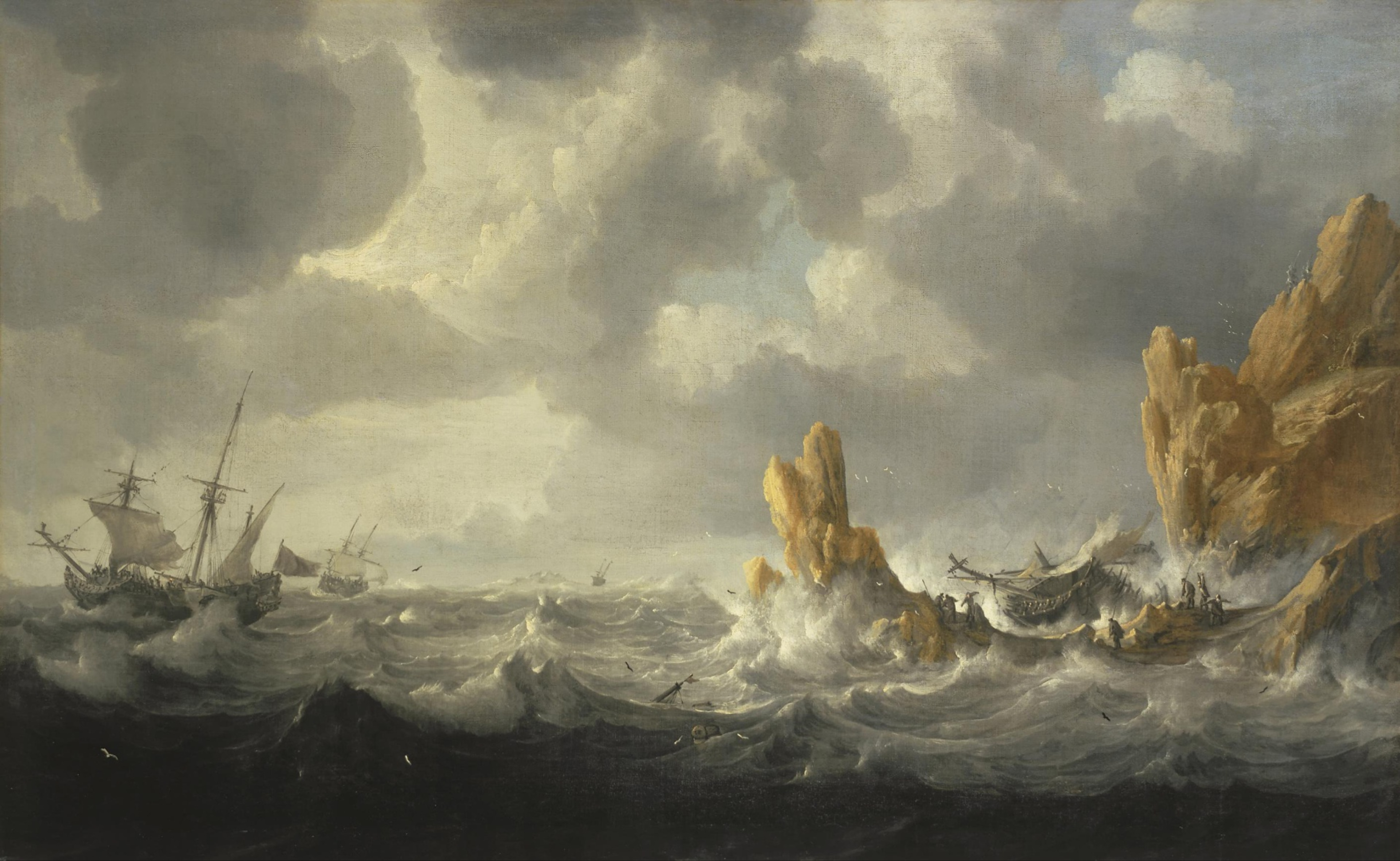
嵐の海 エルミタージュ美術館
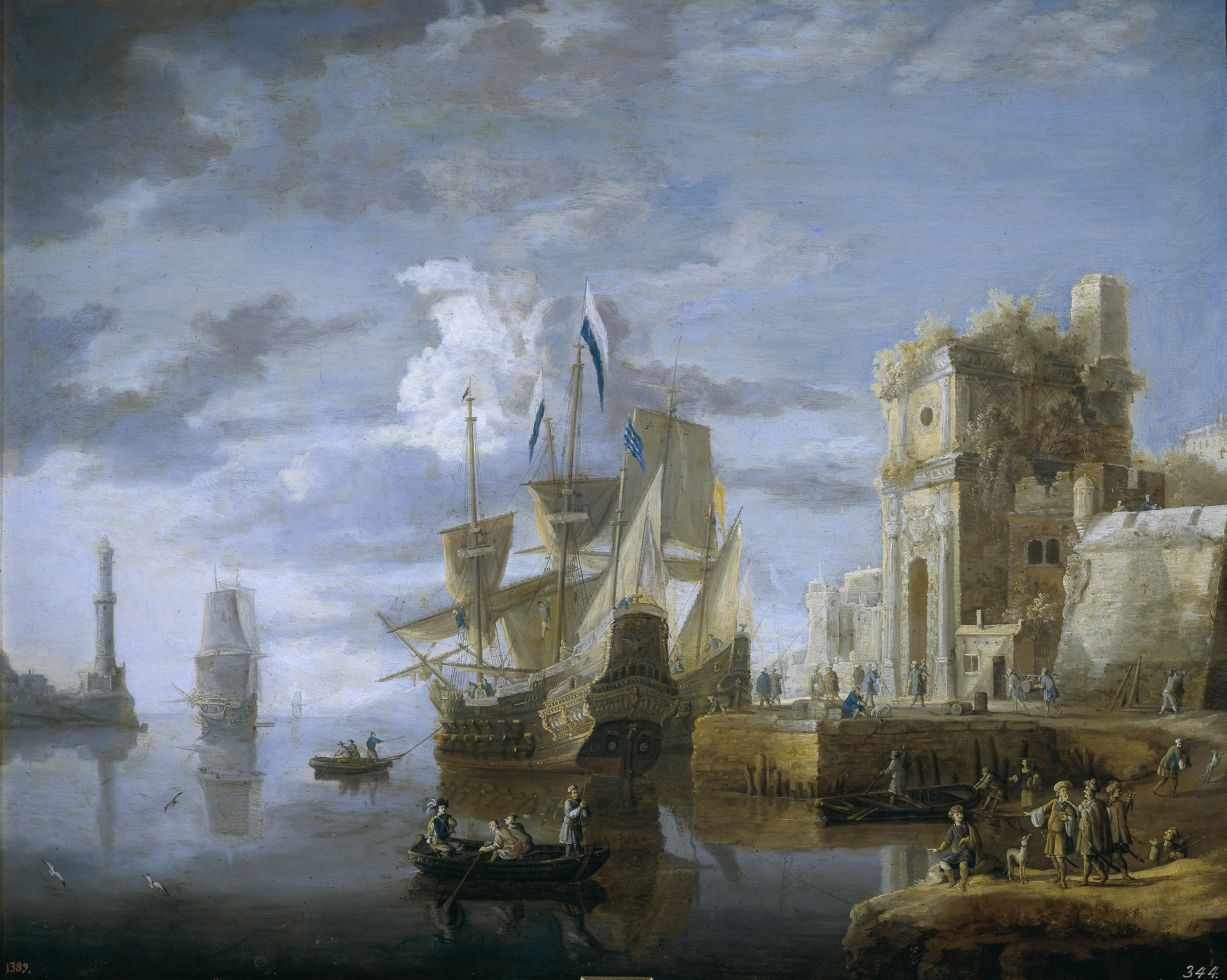
港の風景 (c.1640) プラド美術館
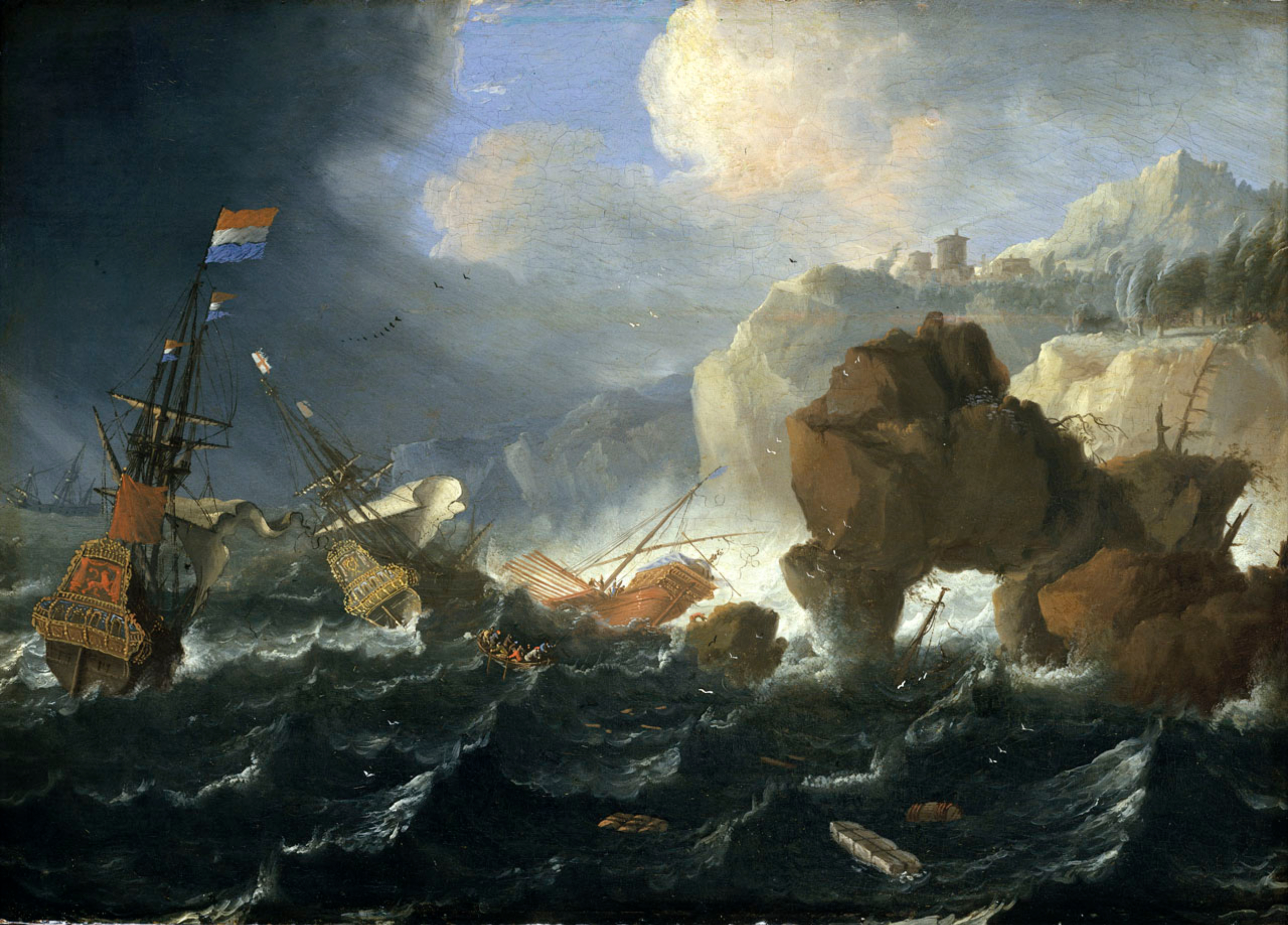
岩場で難破した船 (1650/1660) 国立海事博物館
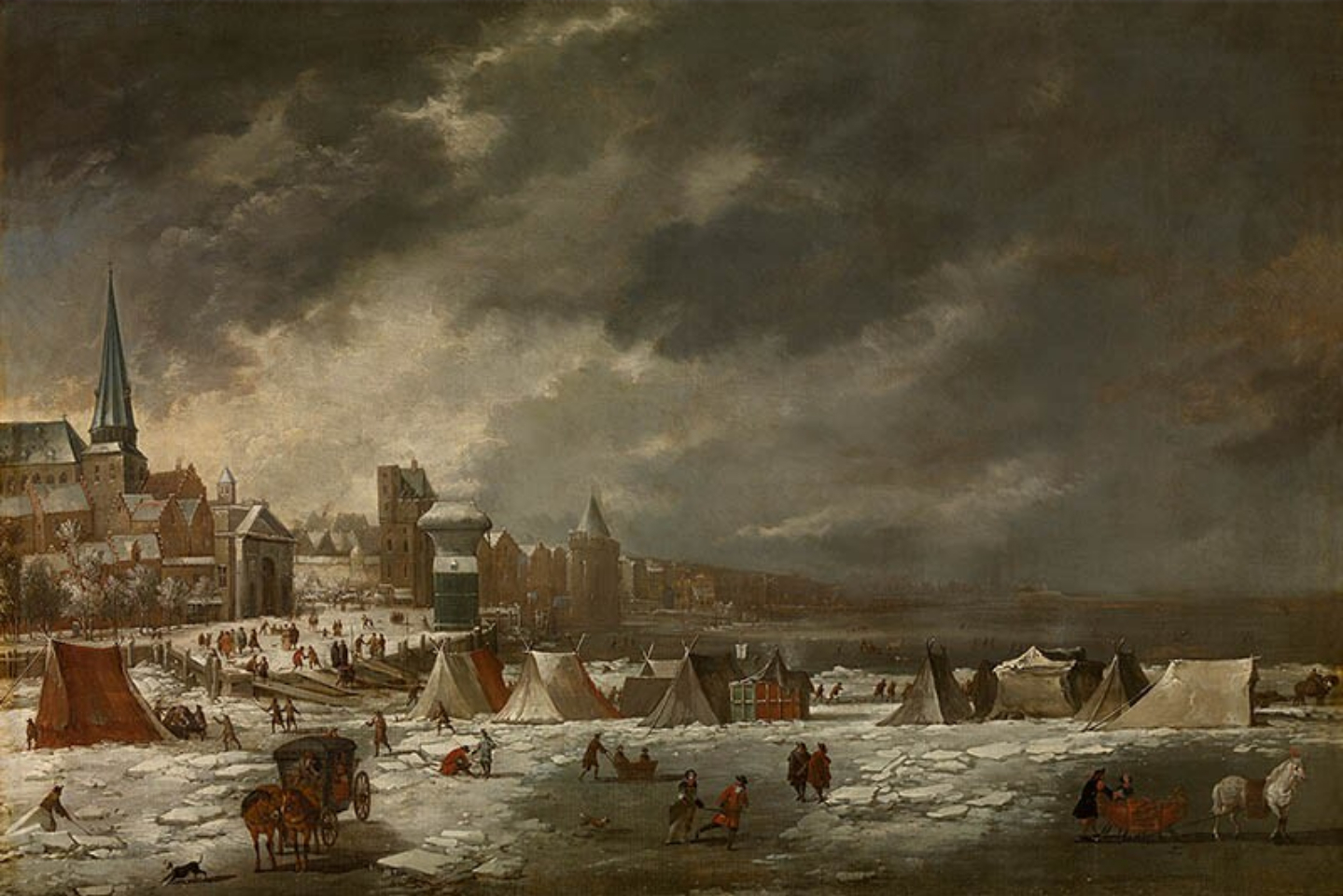
アントウェルペンの凍結したスヘルデ川 (1670) アントワープ王立美術館
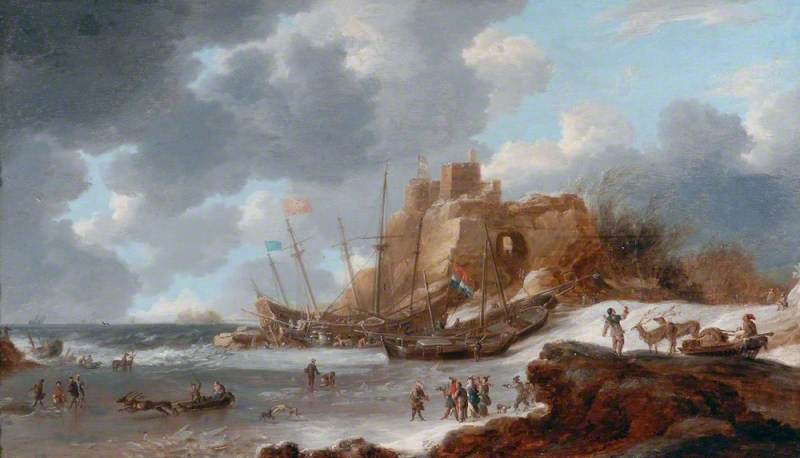
バルト海の海岸 Bowes Museum
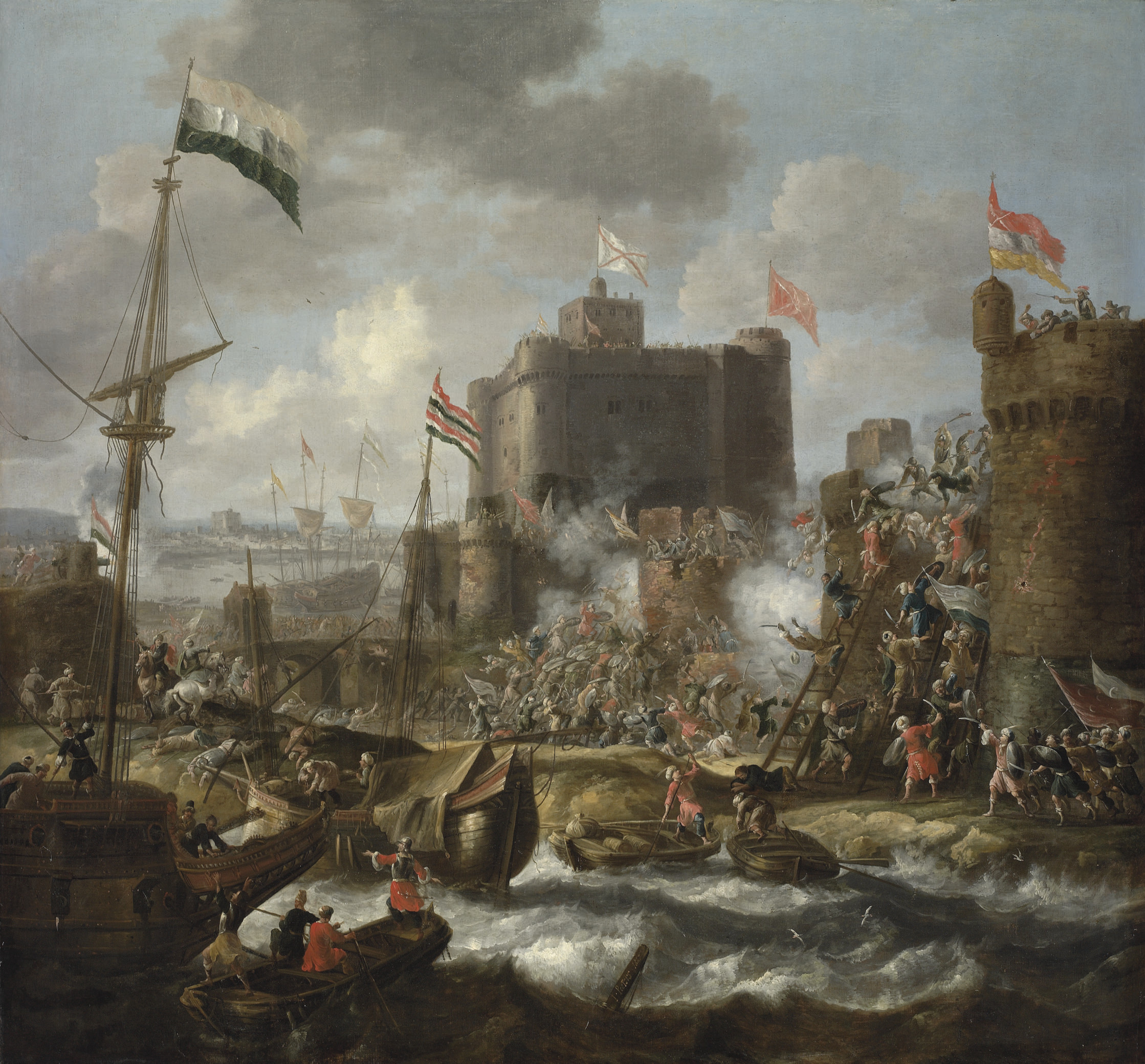
クレタ島の砦を攻めるトルコ軍 (1667)